# 龍運巴士X34線
龍運巴士X34線是已停辦的的特別路線，由亞洲國際博覽館經元朗市開往天水圍市中心，只在亞洲國際博覽館舉行指定大型活動後提供服務，於2012年1月1日開始服務。首日營運的巴士由九龍巴士派出。

## 歷史
- 2012年1月1日：此路線首次投入服務，服務對象為除夕夜於亞洲國際博覽館舉行的「Rock'n over 狂熱搖滾‧除夕倒數演唱會2012」的觀眾。[1][2]。
- 2019年4月4日：配合龍運重組機場博覽館散場「X線」特別服務，由「MOMOLAND FANMEETING 2019 HELLO, MERRY GO HONG KONG」活動當日起，改經青山公路（屏山段）、洪水橋（洪福邨）、天水圍站，不再經朗天路及天福路，在天水圍區內繞經天水圍北。
- 2021年9月27日： 取消服務，由延長後的X33和新開辦的X36線取代[3]。

## 用車
雖然該路線為龍運巴士營辦，但行走該路線之車輛實際上卻是由九巴元朗區路線抽調，用車由276線及B1線抽調。

## 收費
- 全程：$28.5
- 本線不設分段收費及八達通轉乘優惠。

| - 本線設有12歲以下小童及65歲或以上長者半價優惠。 - 65歲或以上香港居民使用「樂悠咭」，以及12歲以下合資格殘疾兒童使用「殘疾人士身份」個人八達通繳付車資，均可享有每程$2.0或半價（以較低者為準）的票價優惠；12至64歲合資格殘疾人士使用「殘疾人士身份」個人八達通（包括「樂悠咭」），以及60至64歲香港居民使用「樂悠咭」繳付車資，均可享有每程$2.0或全費（以較低者為準）的票價優惠。 - 65歲或以上長者如使用長者或一般個人八達通繳付車資，則只可享有半價優惠；12至64歲合資格殘疾人士如不使用「殘疾人士身份」個人八達通，以及60至64歲人士如不使用「樂悠咭」繳付車資，必須繳付全費。 - 乘客可以現金或八達通於上車時付款，不設找續。 - 每位成人乘客可免費攜帶最多兩名4歲以下而不佔座位的兒童乘客乘車，超額之4歲以下小童必須繳付小童車費乘車。 - 持有「九巴月票」之乘客在車票有效期內，每日可享最多10程任何九龍巴士及龍運巴士路線（包括本路線，以及聯營路線的九龍巴士／龍運巴士提供的班次；惟乘搭機場「A」及「NA」線則可享原價二七折優惠（不會計算每天10次合資格車程））；而B1線則每日可享最多各2程（不會計算每天10次合資格車程）。 - 九龍巴士、城巴、龍運巴士及陽光巴士全職員工及家屬（不包括外判職員）可免費乘搭本路線，惟必須拍職員或職員家屬八達通。 - 乘客亦可透過多元化電子支付系統（e度嘟）繳付車資，包括使用非接觸式VISA卡、JCB卡、萬事達卡、銀聯卡、美國運通、大來國際、Discover Card、Apple Pay、Google Pay、Samsung Pay、AlipayHK「易乘碼」、支付寶、WeChatHK／微信支付「搭車碼」、銀聯雲閃付「乘車碼」及BOC Pay「乘車碼」。乘客使用此付款方式，使用此支付方式的乘客可享有中途下車之分段收費，以及與其他九巴／龍運獨營路線或聯營線九巴／龍運班次之轉乘優惠，惟不適用於與非九巴／龍運路線之轉乘優惠，亦不能享有「公共交通費用補貼計劃」及「長者及合資格殘疾人士公共交通票價優惠計劃」。 |

## 行車路線
此路線的官方全程行車里數為46.5公里，行車時間約為60分鐘。（平均行車時速約為46.5公里）

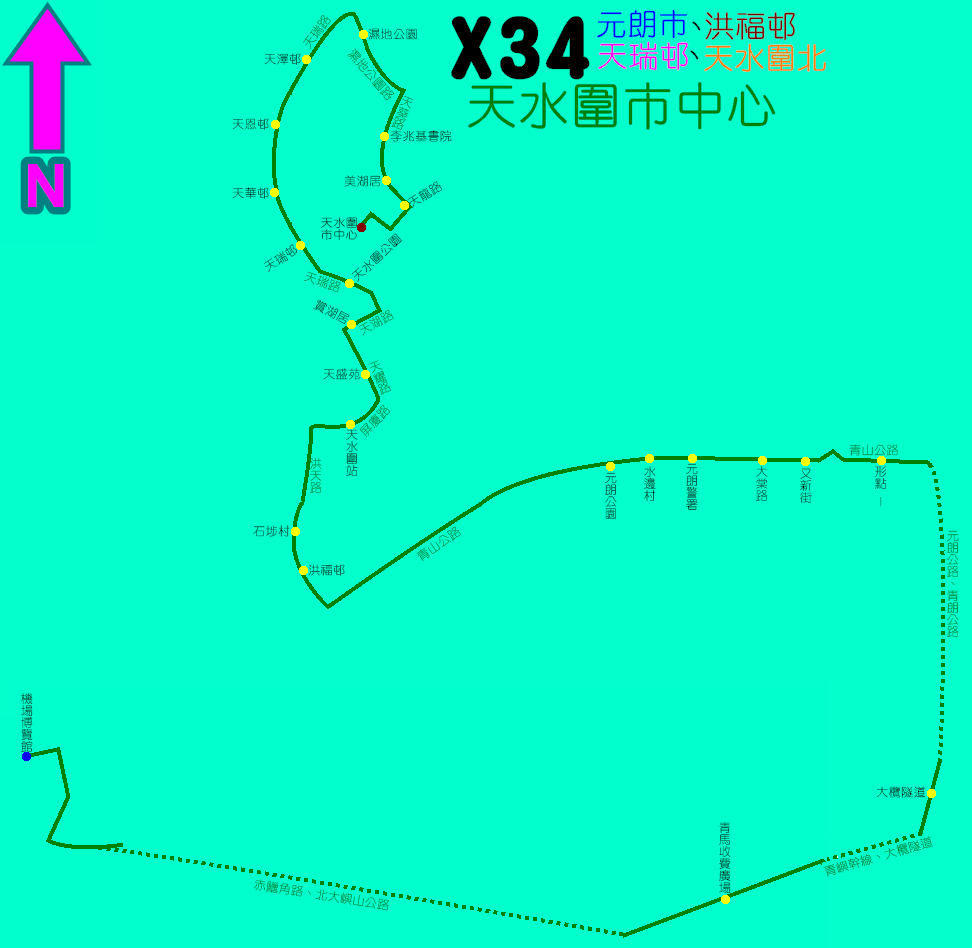
X34線的走線圖

途經：航展道、航天城東路、航天城交匯處、赤鱲角路、順朗路、北大嶼山公路、青嶼幹線、青衣西北交匯處、青朗公路、元朗公路、博愛交匯處、青山公路－元朗段、青山公路－屏山段、青山公路－洪水橋段、洪天路、屏廈路、天耀路、天湖路、天瑞路、濕地公園路、天葵路、天龍路、天城路及嘉恩街
| 1                    | 機場博覽館巴士總站     | 亞洲國際博覽館巴士總站     |
| 順朗路；北大嶼山公路 |                        |                            |
| 2                    | 青馬收費廣場           | 北大嶼山公路               |
| 青嶼幹線；青朗公路   |                        |                            |
| 3                    | 大欖隧道               | 大欖隧道轉車站             |
| 青朗公路；元朗公路   |                        |                            |
| 4                    | 形點 I                 | 青山公路－元朗段           |
| 5                    | 又新街                 | 青山公路－元朗段           |
| 6                    | 大棠路                 | 青山公路－元朗段           |
| 7                    | 元朗警署               | 青山公路－元朗段           |
| 8                    | 水邊村                 | 青山公路－屏山段           |
| 9                    | 元朗公園               | 青山公路－屏山段           |
| 10                   | 洪天路洪福邨           | 洪天路                     |
| 11                   | 石埗村                 | 洪天路                     |
| 12                   | 天水圍站               | 屏廈路                     |
| 13                   | 天盛苑                 | 天耀路                     |
| 14                   | 賞湖居                 | 天湖路                     |
| 15                   | 天水圍公園             | 天瑞路                     |
| 16                   | 天瑞邨                 | 天瑞路                     |
| 17                   | 天華邨                 | 天瑞路                     |
| 18                   | 天恩邨                 | 天瑞路                     |
| 19                   | 天澤邨                 | 天瑞路                     |
| 20                   | 香港濕地公園           | 濕地公園路                 |
| 21                   | 香港青年協會李兆基書院 | 天葵路                     |
| 22                   | 美湖居                 | 天葵路                     |
| 23                   | 天龍路                 | 天葵路                     |
| 24                   | 天水圍市中心巴士總站   | 天水圍市中心公共運輸交匯處 |